# Ascorhynchus okai
Ascorhynchus okai là một loài nhện biển trong họ Ascorhynchidae. Loài này thuộc chi Ascorhynchus. Ascorhynchus okai được miêu tả khoa học năm 1983 bởi Nakamura & Child.